# Adolphe Claire Le Carpentier
Adolphe Claire Le Carpentier (París, 17 de febrer de 1809 - 14 de juliol de 1869) fou un músic francès. Aconseguí el segon premi de Roma. Aconseguí molta reputació en l'ensenyança del piano i publicà obres didàctiques molt recomanables. També deixà un gran nombre de composicions musicals. Publicà Solféges pour les enfants, École d'harmonie et accompagnament i  Méthode de piano pour les enfants, que fou el major èxit.